# Crassula drummondii
Crassula drummondii ist eine Pflanzenart der Gattung Dickblatt (Crassula) in der Familie der Dickblattgewächse (Crassulaceae). 

## Beschreibung
Crassula drummondii ist eine aufrechte oder mit einem aufgerichteten Ende kriechende krautige Pflanze. Die aquatischen Triebe erreichen eine Länge von bis zu 4 Zentimeter. Ihre linealisch-lanzettlichen Blätter sind 1,5 bis 3 Millimeter lang. Die Blattspitze ist stumpf.
An jedem Knoten wird eine vierzählige Blüten ausgebildet. Die Blüten stehen an einem 1 bis 1,3 Millimeter (selten 0,5 bis 2 Millimeter) langen Blütenstiel. Ihre dreieckigen Kelchblätter sind 0,4 Millimeter lang und 0,3 Millimeter breit. Die lanzettlichen Kronblätter weisen eine Länge von 1,3 Millimeter und eine Breite von 0,3 Millimeter auf. Die Nektarschüppchen wurden nicht beschrieben.
Die länglichen bis ellipsoiden, warzigen Samen sind rötlich braun. 

## Systematik und Verbreitung
Crassula drummondii ist in den Vereinigten Staaten in den Bundesstaaten Colorado, Arizona und Texas sowie in Paraguay, Argentinien und Chile an saisonal feuchten Stellen und an Rändern von Teichen und Bächen verbreitet.
Die Erstbeschreibung als Tillaea drummondii durch John Torrey und Asa Gray wurde 1840 veröffentlicht. Friedrich Karl Georg Fedde stellte die Art 1904 in die Gattung Crassula.

## Nachweise